# Rafael Navarro García (actor)
Rafael Navarro García (Alicante; 1912-Barcelona; 1993) fue un actor español, que participó en 29 películas desde 1930 hasta 1982 e innumerables series de televisión. Su último papel fue en la televisión, en 1983, en Anillos de oro como Don Andrés (primer episodio). Destaca su labor como actor de doblaje, desarrollando su carrera en Barcelona fundamentalmente.
Llegó a ser uno de los referentes en doblaje, tanto como actor y como director, siendo de los pioneros. Su debut fue en el año 1935. Posiblemente, fue la primera voz de Humphrey Bogart en España antes de que llegara los redoblajes (se carteaba con el mismo Humphrey Bogart). Entre sus trabajos más destacados en doblaje, se puede mencionar: Charlton Heston en Ben-Hur, Cary Grant en North by Northwest, Robert Mitchum en Con él llegó el escándalo, Paul Newman en La gata sobre el tejado de zinc o Henry Fonda en Guerra y paz. Además, fue la voz habitual de Glenn Ford, Robert Taylor, Charlton Heston, Joseph Cotten, etc. A causa de los redoblajes, es complicado poder apreciar su voz en multitud de películas; aun así, tuvo una de las voces más características y llenas de matices que ha dado el doblaje español.

## Filmografía
- 1931 - Don Juan diplomático - papel: Emilio
- 1934 - La buenaventura
- 1937 - Barrios bajos - papel: Ricardo
- 1943 - Alas de paz
- 1943 - Sucedió en Damasco - papel: El gran visir
- 1945 - Se le fue el novio
- 1949 - Despertó su corazón
- 1949 - Pacto de silencio - papel: Fiscal
- 1950 - Mi adorado Juan - papel: Doctor Manríquez
- 1950 - Unas páginas en negro
- 1950 - Un soltero difícil - papel: Arturo
- 1951 - Duda
- 1952 - La forastera
- 1955 - El hombre que veía la muerte
- 1959 - Muerte al amanecer
- 1961 - Regresa un desconocido
- 1961 - Los cuervos - papel: Gil
- 1968 - El condenado
- 1968 - La chica de los anuncios
- 1972 - Experiencia prematrimonial
- 1974 - Los nuevos españoles
- 1974 - Una chica y un señor
- 1975 - Casa Manchada
- 1976 - Volvoreta - papel: Sr. Acevedo
- 1977 - Hasta que el matrimonio nos separe
- 1977 - La coquito
- 1977 - Me siento extraña
- 1980 - Viva la clase media
- 1982 - La colmena

## Televisión
- Anillos de oro
  - El país de las maravillas (11 de noviembre de 1983)
- Mujeres insólitas
  - La tumultuosa Princesa de Éboli (15 de febrero de 1977)
  - La reina después de muerta (8 de marzo de 1977)
  - La reina loca de amor (15 de marzo de 1977)
  - La viuda roja (22 de marzo de 1977)  Fiscal
- Pili, secretaria ideal
  - 12 de abril de 1975
- La cometa naranja (1974)
- El teatro
  - Las luces y los gritos (14 de octubre de 1974)
  - Así es, así os parece (4 de noviembre de 1974)
- Noche de teatro
  - Cisneros (19 de julio de 1974)
- Si yo fuera rico
  - Si yo fuera inteligente (20 de febrero de 1974)
- Historias de Juan Español
  - Juan Español y los snobs (6 de diciembre de 1972)
  - Juan Español, arribista (27 de agosto de 1973)
- Ficciones
  - El vigilante (27 de julio de 1972)
  - La piedra filosofal (18 de noviembre de 1972)
- Visto para sentencia
  - La segunda perla(16 de agosto de 1971)
- Sospecha
  - La isla de la muerte (13 de abril de 1971)
  - Equivocación peligrosa (19 de mayo de 1971)
  - Un detalle muy particular (10 de agosto de 1971)
  - Miedo al pasado (17 de agosto de 1971)
- Vivir para ver
  - Mucha carne en la despensa (23 de octubre de 1969)
- La risa española
  - Sólo fui a comprar tabaco (9 de mayo de 1969)
  - Todos eran de Toronto (20 de junio de 1969)
  - Qué solo me dejas (18 de julio de 1969)
- Doce lecciones de felicidad conyugal (1969)
- Hora once
  - Domingo (30 de diciembre de 1968)
  - El valiente (13 de enero de 1969)
  - Un estudio en verde (11 de diciembre de 1971)
- Cuentos y leyendas
  - La ronda (4 de diciembre de 1968)
  - El crimen del indio (14 de noviembre de 1975)
- El premio
  - La saga (2 de diciembre de 1968)
- Pequeño estudio
  - Prohibido aparcar (25 de octubre de 1968)
  - El maestro de Carrasqueda (29 de noviembre de 1968)
  - Los zapatos (25 de junio de 1969)
  - El soltero indolente (16 de octubre de 1969)
  - La carta de anteayer (9 de marzo de 1973)
- Teatro de siempre
  - La danza de la muerte (15 de febrero de 1968)
  - El placer de la honradez (28 de febrero de 1968)
  - El señor de Pygmalion (21 de marzo de 1968)
  - El gran teatro del mundo (27 de junio de 1968)
  - Andrómaca (13 de febrero de 1969)
  - Gaudeaumus (13 de abril de 1970)
  - La señorita Cora (31 de julio de 1972)
- Autores invitados
  - Lola, espejo oscuro (7 de septiembre de 1967)
- Novela
  - El cerco (22 de febrero de 1966)
  - La dama vestida de blanco (25 de septiembre de 1967)
  - Raffles (11 de marzo de 1968)
  - El misterio del cuarto amarillo (30 de septiembre de 1968)
  - El hombre de la oreja rota (19 de mayo de 1969)
  - Sinfonía pastoral (1 de junio de 1970)
  - El amigo (29 de junio de 1970)
  - Los Nickleby (10 de abril de 1972)
- Historias para no dormir
  - El cumpleaños (4 de febrero de 1966)
  - El cuervo (29 de diciembre de 1967)
  - El televisor (1 de enero de 1974)
- Estudio 1
  - Julio César (24 de noviembre de 1965)
  - El divino impaciente (7 de abril de 1966)
  - La desconcertante señora Savage (19 de marzo de 1968)
  - La importancia de llamarse Ernesto (17 de diciembre de 1968)
  - Alberto (24 de diciembre de 1968)
  - La dama boba (1 de enero de 1969)
  - De profesión sospechoso (13 de mayo de 1969)
  - Don Gil de las calzas verdes (18 de junio de 1971)
  - ¿Quién soy yo? (23 de marzo de 1973)
  - Paquita (12 de mayo de 1975)
  - Dinero (16 de septiembre de 1979)
  - Los ladrones somos gente honrada (4 de noviembre de 1979)
  - La Venus de Milo (15 de junio de 1980)
  - La moza del cántaro (9 de enero de 1981)